# Eratoneura guicei
Eratoneura guicei är en insektsart som först beskrevs av Hepner 1972.  Eratoneura guicei ingår i släktet Eratoneura och familjen dvärgstritar. Inga underarter finns listade i Catalogue of Life.